# Mirandilla
Mirandilla je španělská obec situovaná v provincii Badajoz (autonomní společenství Extremadura).

## Poloha
Obec je vzdálena 12 km od Méridy a 73 km od města Badajoz. Patří do okresu Tierra de Mérida - Vegas Bajas a soudního okresu Mérida.

## Historie
V roce 1834 se obec stává součástí soudního okresu Mérida. V roce 1842 čítala obec 140 usedlostí a 510 obyvatel.

## Odkazy

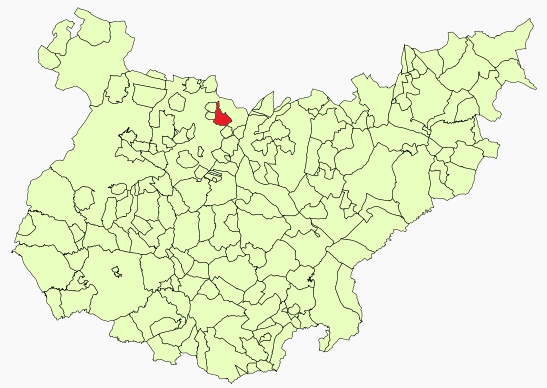
Poloha obce v provincii Badajoz

## Demografie
| Populace obce Mirandilla z let (1842–2010) | Populace obce Mirandilla z let (1842–2010) | Populace obce Mirandilla z let (1842–2010) | Populace obce Mirandilla z let (1842–2010) | Populace obce Mirandilla z let (1842–2010) | Populace obce Mirandilla z let (1842–2010) | Populace obce Mirandilla z let (1842–2010) | Populace obce Mirandilla z let (1842–2010) | Populace obce Mirandilla z let (1842–2010) | Populace obce Mirandilla z let (1842–2010) | Populace obce Mirandilla z let (1842–2010) | Populace obce Mirandilla z let (1842–2010) | Populace obce Mirandilla z let (1842–2010) | Populace obce Mirandilla z let (1842–2010) | Populace obce Mirandilla z let (1842–2010) | Populace obce Mirandilla z let (1842–2010) | Populace obce Mirandilla z let (1842–2010) | Populace obce Mirandilla z let (1842–2010) |
| ------------------------------------------ | ------------------------------------------ | ------------------------------------------ | ------------------------------------------ | ------------------------------------------ | ------------------------------------------ | ------------------------------------------ | ------------------------------------------ | ------------------------------------------ | ------------------------------------------ | ------------------------------------------ | ------------------------------------------ | ------------------------------------------ | ------------------------------------------ | ------------------------------------------ | ------------------------------------------ | ------------------------------------------ | ------------------------------------------ |
| 1842                                       | 1857                                       | 1860                                       | 1877                                       | 1887                                       | 1897                                       | 1900                                       | 1910                                       | 1920                                       | 1930                                       | 1940                                       | 1950                                       | 1960                                       | 1970                                       | 1981                                       | 1991                                       | 2001                                       | 2010                                       |
| 510                                        | 776                                        | 818                                        | 1 128                                      | 1 150                                      | 1 172                                      | 1 205                                      | 1 204                                      | 1 869                                      | 2 298                                      | 2 435                                      | 2 630                                      | 2 291                                      | 1 475                                      | 1 334                                      | 1 237                                      | 1 339                                      | 1 376                                      |